# Басалаєва Алла Валентинівна
Алла Валентинівна Басалаєва (нар. 4 червня 1981, м. Коростень, Житомирська область, Україна) — українська держслужбовиця, Голова Державної аудиторської служба України (з 4 листопада 2022 року).

## Біографія
Народилася у 1981 році в місті Коростені Житомирської області.
У 2002 році закінчила Академію державної податкової служби України, отримавши диплом спеціаліста з відзнакою за спеціальністю «Правознавство», та здобула кваліфікацію юриста.

## Кар'єра
З 2002 по 2005 рік працювала податковим інспектором відділу правового забезпечення Державної податкової інспекції у Печерському районі міста Києва.
З 2005 по 2012 рік була головний консультантом, завідуючою відділом представництва інтересів Комісії в судах юридичного управління Центральної виборчої комісії України.
З 2012 по 2018 рік суддя Дарницького районного суду міста Києва.
20 вересня 2018 року повернулась на роботу до Центральної виборчої комісії України (Постанова Верховної Ради України № 2559-VIII), вже на посаду повноцінної членкині виборчої комісії. Її кандидатуру висунула парламентська група «Відродження». 5 жовтня 2018 року офіційно склала присягу члена ЦВК.
Восени 2019 року втратила посаду у Центральній виборчій комісії, коли парламент достроково відправив у відставку весь склад комісії.
Кілька років займалась науковою й викладацькою діяльністю. Здобула посвідчення адвоката. Працювала радницею голови Служби безпеки України Івана Баканова, займаючись питаннями реформи СБУ.
У січні 2021 року отримала від президента Зеленського звання «заслужений юрист».
4 листопада 2022 року Рішенням Кабінету Міністрів України призначена Головою Державної аудиторської служби України.